# Wincenty Marszałek
Wincenty Ignacy Marszałek (ur. 25 stycznia 1899 w Kruszynie, zm. między 16 a 19 kwietnia 1940 w Katyniu) – kapitan administracji (piechoty) Wojska Polskiego, ofiara zbrodni katyńskiej.

## Życiorys
Był synem Wojciecha i Józefy z Paroszewskich. W 1915 wstąpił do Legionów Polskich. W lipcu 1917, po kryzysie przysięgowym, został internowany w Szczypiornie .
W Wojsku Polskim od listopada 1918 . Służył w 1 pułku piechoty Legionów i 32 pułku piechoty . Od 25 maja do 18 sierpnia 1920 był uczniem 30. klasy Szkoły Podchorążych Piechoty w Warszawie. Z dniem 15 grudnia 1920 został mianowany podporucznikiem piechoty i 66. lokatą. Pozostawał wówczas w ewidencji batalionu zapasowego 4 pułku piechoty Legionów w Kielcach. W latach 1921–1927 pełnił służbę w 4 pułku piechoty Legionów. 3 maja 1922 roku został zweryfikowany w stopniu podporucznika ze starszeństwem z 1 czerwca 1919 roku i 118. lokatą w korpusie oficerów piechoty. 12 lutego 1923 został mianowany z dniem 1 stycznia 1923 roku na porucznika ze starszeństwem z 1 kwietnia 1921 i 6. lokatą w korpusie oficerów piechoty. W 1927 został przeniesiony do 1 batalionu strzelców z równoczesnym przeniesieniem do Korpusu Ochrony Pogranicza. Dowodził plutonem w batalionie KOP „Bereźne” . W kwietniu 1933 został przeniesiony z KOP do 41 pułku piechoty w Suwałkach. Początkowo dowodził kompanią, następnie był komendantem Przysposobienia Wojskowego na powiat suwalski, a w styczniu 1934 został wyznaczony na stanowisko oficera mobilizacyjnego . Do stopnia kapitana awansował 19 marca 1938. W marcu 1939 był kierownikiem II referatu uzupełnień w Komendzie Rejonu Uzupełnień Radomsko.    
Podczas kampanii wrześniowej, po ewakuacji KRU Radomsko na wschód znalazł się we Włodzimierzu Wołyńskim. Wzięty do niewoli przez Sowietów na terenie Szkoły Podchorążych Rezerwy Artylerii. Według stanu z grudnia 1939 był jeńcem obozu kozielskiego. Między 15 a 17 kwietnia 1940 przekazany do dyspozycji naczelnika smoleńskiego obwodu NKWD – lista wywózkowa 029/1 poz. 81 nr akt 3317, z 13.04.1940. Został zamordowany między 16 a 19 kwietnia 1940 przez NKWD w lesie katyńskim. Zidentyfikowany podczas ekshumacji prowadzonej przez Niemców w 1943, wpis w dzienniku ekshumacji z dnia 12.05.1943, nr 1781. Figuruje na listach: AM-215-1781 i Komisji Technicznej PCK GARF-63-01781. Przy szczątkach Marszałka znaleziono naramiennik bez oznak, legitymację MSWojsk, odznakę „Za służbę graniczną”, świadectwo szczepień w Kozielsku. Znajduje się na liście ofiar (pod nr 01781) opublikowanej w Gońcu Krakowskim nr 125, Nowym Kurierze Warszawskim nr 131 z 1943. Krewni do 2010 poszukiwali informacji przez Biuro Informacji i Badań Polskiego Czerwonego Krzyża w Warszawie. W archiwum IPN znajduje się wspomnienie córki o Stanisławie Marszałku. 
Był żonaty z Jadwigą z Henriczów, miał dziecko.
5 października 2007 minister obrony narodowej Aleksander Szczygło mianował go pośmiertnie na stopień majora. Awans został ogłoszony 9 listopada 2007, w Warszawie, w trakcie uroczystości „Katyń Pamiętamy – Uczcijmy Pamięć Bohaterów”.

## Ordery i odznaczenia
- Krzyż Niepodległości – 15 kwietnia 1932 „za pracę w dziele odzyskania niepodległości”[23][24][25]
- Krzyż Walecznych[3][a]
- Srebrny Krzyż Zasługi – 22 maja 1939 „za zasługi w służbie wojskowej”[26][27]
- Krzyż Kampanii Wrześniowej – pośmiertnie 1 stycznia 1986[28]
- Odznaka „Za służbę graniczną”[21]